# 사랑의 유형
《사랑의 유형》(영어: A Kind of Loving)은 영국에서 제작된 존 슐레진저 감독의 1962년 싱크대 사실주의 드라마 영화이다. 앨런 베이츠 등이 출연하였고, 조세프 잔니 등이 제작에 참여하였다.
이 영화는 1962년 제12회 베를린 국제 영화제에서 황금곰상을 받았다.

## 줄거리
젊은 맨체스터 공장 제도사 빅은 잠자리를 가진 타이피스트 잉그리드가 임신을 하자 큰 사랑 없이 책임감에서 청혼을 한 후 고압적인 잉그리드의 어머니를 감내한다.

## 출연진
- 앨런 베이츠
- 소라 허드
- 준 리치
- 버트 파머
- 팻 킨
- 궨 넬슨
- 맬컴 패튼